# Паулістки

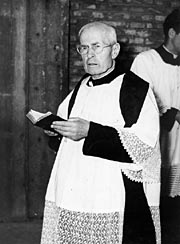
Яків Альберіоне

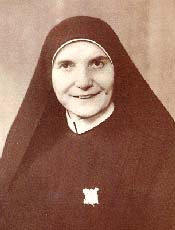
Текля Тереза Мерло

Паулі́стки, або Се́стри Свято́го Павла́, повна офіційна назва Згрома́дження Сесте́р Свято́го Павла́ — жіночий чернечий орден Римо-Католицької Церкви, заснований 15 червня 1915 року блаженим отцем Яковом Альберіоне в Альбі (Італія) і затверджений 15 березня 1953 року папою Пієм XII.

## Історія
Сестри Святого Павла — перша жіноча громада Родини Святого Павла, згромадження було засноване 15 червня 1915 року бл. отцем Яковом Альберіоне в Альбі (Італія). Конгрегація набула теперішнього вигляду в 1916 році. У 1922 році Текля Тереза Мерло (також відома як Перша Вчителька) стала першою генеральною настоятелькою, яку Іван Павло II проголосив Слугою Божою майже 70 років потому.
Сьогодні паулістки присутні у 50 країнах світу.

## Паулістки в Польщі
Перші спроби створення польської провінції Сестер Святого Павла були невдалими через Другу світову війну. Лише в 1986 році в Польщі був створений перший будинок паулісток. Керують видавництвом «Паулістки», яке видає книги, музику, фільми тощо.

## Апостольство
Метою згромадження є «євангелізація за допомогою сучасних комунікацій» (мета, ідентична тій, що й Товариства Святого Павла).

## Габіт
Спідниця та жилет кольору авіон або темно-синього кольору, авіонова вуаль, сіра або біла блузка; знак згромадження: грецький хрест — горизонтальна поперечина у формі книги, що символізує Євангеліє, вертикальна, що складається з телевізійної антени, стрічки та диску, що символізує засоби масової комунікації, з іншого боку хреста погруддя св. Павла та напис «Secundum Evangelium meum».